# Fekete Ferenc (országgyűlési követ)
Fricsi Fekete Ferenc  (1737/1738 körül – Kolozsvár, 1823. február 14.) színházvezető, mecénás, országgyűlési követ, szabadkőműves.

## Életrajza
Fekete József és Toldalagi Klára fia volt. Az 1790–1794. körüli országgyűléseken, mint királyi hivatalnok jelentékeny szerepet vitt. Többek közt 1790-ben kiküldötték a magyar országgyűlésre egyik követül, hogy az unión munkálkodjon; s midőn haza jött, Gyulai Sámuel gróf bevádolta, hogy ott ellene munkált. Fekete maga menthetésére időt kért, mert, ugymond, ha ez igaz, méltán hazarontónak neveztethetik és méltán bűnhődtetik (1790. országgyűlési jegyzőkönyv 108. l.). Az ügy később elsimult. A kolozsvári nemzeti színház felállításában, agg kora dacára élénk szerepet vitt.
Az 1800-as évek elején a színészet egyik legnagyobb pártfogója volt.
Kazinczy Ferenc 1817. február 22-én Kis Jánoshoz írt levelében 79 éves öreg úrnak és a Spectator fordítójának nevezte őt.

## Vélhető írása
Talán neki tulajdonítható a következő kis munkácska:
- Theses juris naturae de moderamine inculpatae tutelae, cum jure patrio collatae: quas… publice defendendas suscepit. Claudiopoli, 1764.